# Adrian Wolf
Pour les articles homonymes, voir Wolf.
Adrian Wolf, nom de scène d'Adrian Facklam-Wolf (né le 24 juin 1949 à Hambourg) est un chanteur et parolier allemand.

## Biographie
À dix ans, Adrian Wolf devient membre du chœur de garçons de la Norddeutscher Rundfunk, qui interprète principalement de la musique sacrée. Au sein de ce groupe de chant, il participe à l'adaptation en téléfilm de l'opéra de Puccini La Bohème en 1960. En 1961, il est engagé pour chanter en récitatif dans la pièce radiophonique pour enfants Lehman, puis apparaît dans l'opéra pour enfants Hänsel und Gretel à l'Opéra national de Hambourg, se familiarise avec les compositions contemporaines et décide progressivement de devenir chanteur. Après que sa voix mue, Adrian Wolf devient membre du chœur des jeunes hommes de Hambourg, un groupe de 15 hommes qui chante principalement des mouvements spirituels et modernes, des mouvements choraux à six et polyphoniques.
Wolf, lui-même fils d'un détective, suit une formation d'employé industriel après avoir quitté l'école et travaille pendant un an dans le service juridique d'une entreprise internationale. Il approfondit ses connaissances à l'université d’économie et de politique de Hambourg.
À la fin des années 1960, il découvre le schlager par l'intermédiaire d'un célèbre éditeur de musique hambourgeois. Son premier single, Che sarà, lui apporte le succès espéré. Outre ses obligations obligatoires en tant que chanteur, Adrian Wolf est appelé à enregistrer des productions radiophoniques. Il fait des émissions de télévision. Il participe au Festival international de schlager de Belgrade et remporte un concours à succès à Linz (Musica 1973), sous le patronage du chancelier autrichien de l'époque, Bruno Kreisky.
Adrian Wolf participe avec Mein Geschenk an Dich, une ballade romantique écrite par Fred Weyrich et composée par Ralph Siegel à la sélection de l'Allemagne au Concours Eurovision de la chanson 1972. La contribution ne réussit pas à convaincre les juges et se retrouve en dernière position à la 12e place, mais est quand même enregistrée.
Il se fait aussi un nom dans l'industrie comme parolier sous le pseudonyme de Thore Holgerson, notamment pour Linda Morales, Ilse Werner et la Suédoise Siw Inger. Cette dernière lui donne ce qui fut probablement son plus gros succès commercial en Allemagne avec San Diego Train, écrit par Wolf.
Adrian Wolf peut sortir trois singles dans les Pays-Bas en néerlandais avant de mettre fin à sa carrière de chanteur de schlager en 1978. Après avoir travaillé pendant dix ans pour l'éditeur de musique Peer, il prend le poste de directeur général de MCA Music Publishing en 1988. Après la fusion Polygram/Seagram en 1998, il dirige la société afw-music publishing & consulting nouvellement créée, qui promeut les artistes, compositeurs et paroliers innovants.

## Discographie
Singles allemands
- Che sarà/Liebe steht Dir gut (1971), United Artists Records 35.242
- Vino Valpolicella/Aura Lee (1972), United Artists Records 35.306
- Mein Geschenk an Dich/Sing’ das Lied der Liebe (1972), United Artists Records 35.340
- Das sind meine schönsten Stunden/Ein Königreich für ein Pferd (1973), United Artists Records 35.488
- Die Liebe zu Dir/Keine ist wie Du (1974), Polydor 2041.508
- Tivoli-Melodie/Wer die Träume nicht mehr kennt (1974), Polydor 2041.552
- Du bist alles, was ich habe/Rote Sonne von Rhodos (1974), Polydor 2041.587
- Jane/Ein Spaziergang im Wald (1975), Intercord 22.376-8 N
- Das Haus am Fudschijama/Und der Wind... (1976), Intercord 110.027
- Tag für Tag seh’ ich Dein Bild vor mir/Lauf’ nie einfach fort, mein Junge (1977), Philips 6003.598
- Wenn ich je mein Herz verlier’/Trink’ noch ein Glas (1978), Philips 6003.653
- Tu’ es aus Liebe/Sweet Summer Dream (1978), Ariola 15.771 AT

Singles néerlandais
- Iedere dag/Kom maar dicht bij mij (1977), Philips 6012. 732
- Doe het uit liefde/Sweet Summer Dream (1978), Philips 6012. 807
- Dochter van Bali/Vrij zijn is mooi (1979), ELF  65.215